# Régis Laconi

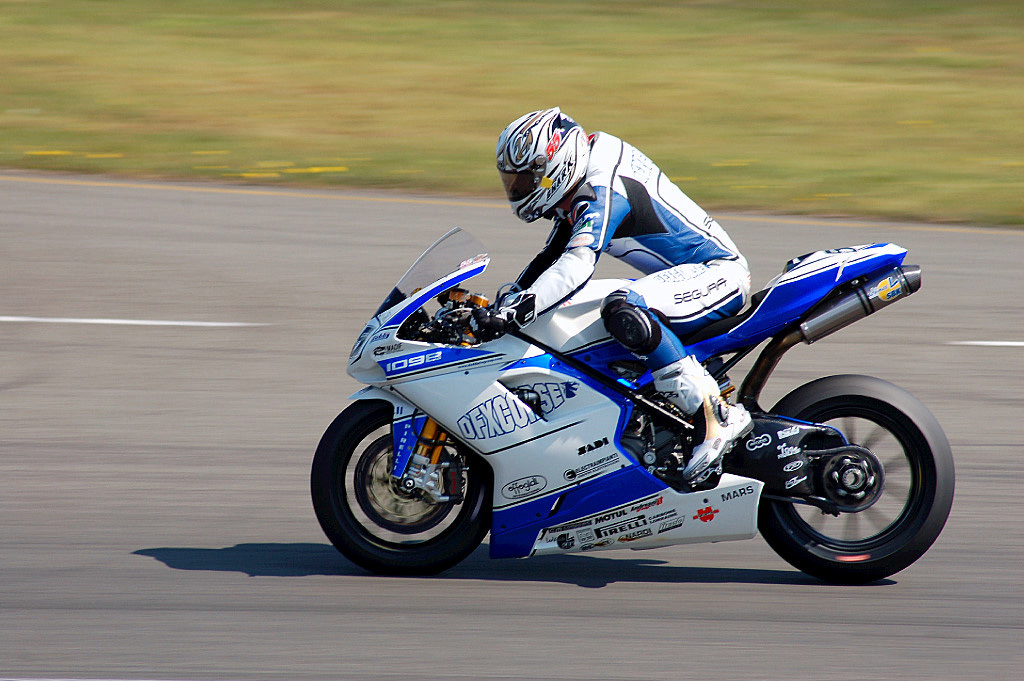
Régis Laconi op het TT-Circuit Assen in 2009.

Régis Laconi (Saint-Dizier, 8 juli 1975) is een Frans motorcoureur.
Laconi maakte in 1991 zijn debuut in de 125cc-klasse van het Franse kampioenschap wegrace. In 1992 won hij deze titel en maakte tevens zijn debuut in het wereldkampioenschap wegrace met een wildcard in zijn thuisrace op een Honda. In 1993 won hij in het Franse 250cc-kampioenschap en in 1994 won hij in deze klasse in het Europees kampioenschap wegrace. In 1995 maakte hij op een Honda zijn debuut in de 250cc-klasse van het wereldkampioenschap wegrace, maar wist in zijn twee jaar in het kampioenschap geen grote indruk te maken. Desondanks stapte hij in 1997 over naar de 500cc. Door een val in de Grand Prix van Oostenrijk raakte hij geblesseerd en moest vier races missen. In 1998 stapte Laconi over naar een Yamaha, waarvoor hij in 1999 zijn enige Grand Prix-zege behaalde in Valencia, gevolgd door zijn enige andere podiumplaats in Australië.
Na het seizoen 2000 stapte Laconi in 2001 over naar het wereldkampioenschap superbike op een Aprilia. In de laatste race op het Autodromo Enzo e Dino Ferrari won hij zijn eerste race in het kampioenschap. In 2002 keerde hij terug naar de MotoGP, de vervanger van de 500cc, op een Aprilia. Hij wist echter geen spraakmakende resultaten te behalen en keerde in 2003 terug naar de superbike op een Ducati. Hij won geen races, maar stond vijf keer op het podium en werd daardoor vierde in het kampioenschap. In 2004 won hij races op het Phillip Island Grand Prix Circuit, het Misano World Circuit, het Autodromo Nazionale Monza (tweemaal), de Motorsport Arena Oschersleben en het Autodromo Enzo e Dino Ferrari (tweemaal) en eindigde met negen punten achterstand op James Toseland als tweede in het kampioenschap. In 2005 behaalde hij op Silverstone en Misano (tweemaal) zijn laatste overwinningen in het kampioenschap en werd zesde in de eindstand. In 2006 stapte hij over naar een Kawasaki, maar in drie seizoenen was zijn beste resultaat slechts een vierde plaats op Brands Hatch in 2006. In 2009 keerde hij terug naar een Ducati, maar tijdens de vrije trainingen op het Circuit Kyalami kwam hij ten val en werd hij vijf dagen in een kunstmatig coma gehouden. Hij brak zes ruggenwervels en was voor de rest van het seizoen uitgeschakeld. In juni 2010 testte hij voor het eerst weer een Ducati in Misano, maar keerde hierna de motorsport de rug toe en werd commentator bij de Franse Eurosport.